# Anolis koopmani
Anolis koopmani – gatunek jaszczurki z rodziny Anolidae. Endemit Haiti krytycznie zagrożony wyginięciem.

## Systematyka
Zwierzę zalicza się do rodzaju Anolis, klasyfikowanego obecnie w monotypowej rodzinie Anolidae. W przeszłości rodzaj ten zaliczany był do licznej w gatunki rodziny legwanowatych (Iguanidae).

## Rozmieszczenie geograficzne
Opisywany przedstawiciel kladu Iguania to endemit haitańskiego półwyspu Tiburon, na którym żyje on na południowych stokach Massif de la Hotte na obszarze zajmującym 84 km², leżącym na wysokości między 240 i 750 m n.p.m.

## Siedlisko
Jaszczurka ta preferuje środowiska o dość dużej wilgotności. Zasiedla polany lub brzegi lasów i plantacji. Spotyka się ją w trawie i ściółce.

## Zagrożenia i ochrona
W Czerwonej księdze gatunków zagrożonych IUCN Anolis koopmani jest klasyfikowany jako gatunek krytycznie zagrożony (CR, ang. Critically Endangered).
Wedle IUCN gatunkowi zagraża głównie utrata środowiska z następujących powodów:
- tworzenie plantacji kawy,
- uprawy zbóż,
- wypas zwierząt hodowlanych,
- produkcja węgla drzewnego.

Część zasięgu tego gatunku mieści się w granicach parku narodowego, ale ochrona ta jest bardzo słaba.